# Bad Liar (셀레나 고메즈의 노래)
〈Bad Liar〉는 셀레나 고메즈의 노래이다. 빌보드 핫 100 20위를 했으며, 미국 음반 산업 협회(RIAA) 인증 플래티넘 등급을 받은 곡이다.